# Jared Padalecki
Jared Tristan Padalecki  (San Antonio (Texas), 19 juli 1982) is een Amerikaans acteur. Hij is het bekendst door zijn rol in de televisieseries Gilmore Girls en Supernatural.

## Biografie
Padalecki is kwart Pools van vaderskant. Hij heeft een oudere broer en jongere zus. Hij nam acteerlessen toen hij twaalf was. In 1998 wonnen Jared en zijn partner Chris Cardenas de National Forensic League, een debatwedstrijd. In 1999 won hij een wedstrijd en mocht hij verschijnen in The Teen Choice Awards, waar hij zijn huidige manager ontmoette. Vervolgens kreeg hij een rol in A Little Inside. Daarna verhuisde hij in 2000 naar Los Angeles om zijn acteercarrière van de grond te krijgen.

### Carrière
Padalecki kreeg in 2000 een vaste rol in de televisieserie Gilmore Girls, in welke hij de rol van Dean Forester speelde tot 2005. Terwijl hij in Gilmore Girls speelde, nam hij tevens meerdere rollen voor zijn rekening in andere televisieseries, zoals Silent Witness (2000), Close to Home (2001), A Ring of Endless Light (2002) en Young MacGyver (2003).
Hij was ook te zien in een aantal films. Zo was Padalecki te zien in Cheaper by the Dozen, waarin hij slechts een kleine rol had. In 2004 was hij te zien (samen met Mary-Kate en Ashley Olsen) in New York Minute en in Flight of the Phoenix. In 2005 vertolkte Padalecki een van de hoofdrollen in de film House of Wax (samen met Chad Michael Murray, Paris Hilton en Elisha Cuthbert). In 2005 was hij ook te zien in een andere horrorfilm, Cry Wolf.
Sinds 2005 is hij te zien in de serie Supernatural als Sam Winchester.

## Film en tv
- 1999: A Little Inside
- 2000: Silent Witness
- 2001: Close to Home
- 2002: A Ring of Endless Light
- 2003: Young MacGyver
- 2003: Cheaper by the Dozen
- 2004: New York Minute
- 2004: Flight of the Phoenix
- 2000-2004: Gilmore Girls
- 2005: House of Wax
- 2005: Cry Wolf
- 2005-2020: Supernatural
- 2007-heden: Room 401
- 2008: Thomas Kinkade's Home for Christmas
- 2009: Friday the 13th (remake)
- 2011: Supernatural: The anime series
- 2015: The Hillywood show
- 2015: Phantom boy
- 2016: Gilmore girls: a year in the life
- 2017: Kings of con
- 2021: Walker

## Privé
Op 27 februari 2010 trouwde Padalecki met actrice Genevieve Cortese, die hij had ontmoet in Supernatural. Ze wonen met hun twee zoons en dochter in Austin, Texas.
- Biblioteca Nacional de España: XX4670808
- Bibliothèque nationale de France: cb155520901 (data)
- Gemeinsame Normdatei: 139805672
- International Standard Name Identifier: 0000 0001 1695 0631
- Library of Congress Control Number: no2005016975
- Nationale Bibliotheek van Tsjechië: pna2007397663
- Nederlandse Thesaurus van Auteursnamen: 315060107
- Virtual International Authority File: 102650688
- WorldCat: E39PBJtmpfWMvvxQXCBGMcCmh3